# Gnieźnik jajowaty
Gnieźnik jajowaty, listera jajowata (Neottia ovata (L.) Bluff & Fingerh.) – gatunek roślin należący do rodziny storczykowatych (Orchidaceae). Występuje na rozległych obszarach Europy i Azji, w tym także w całej Polsce. Jest najpospolitszym storczykiem w Tatrach.
Do końca XX wieku gatunek włączany był do rodzaju listera (jako l. jajowata) i wciąż bywa tak opisywany, jednak od początku XXI wieku dobrze dowiedziono, że w tradycyjnym ujęciu rodzaj Listera jest parafiletyczny i dla uzyskania taksonu monofiletycznego konieczne jest jego łączenie z rodzajem gnieźnik Neottia.

## Morfologia
PokrójWysmukła roślina wysokości 20–60 cm. Cała w kolorze zielonym, z długim i luźnym kwiatostanem.
ŁodygaPoniżej liści czterokanciasta, gładka; powyżej – obła gruczołowato omszona.
LiścieDwa naprzeciwległe, 5–9 nerwowe liście o kształcie eliptycznym u nasady pędu, powyżej 1–2 listki przysadkowe. Mają od 5 do 15 cm długości i są ostro zakończone.
KwiatyKwiatostan w formie luźnego kłosu. Małe żółtawozielone kwiaty zebrane w liczbie 10–100 na krótkich szypułkach. Czerwono nabiegłe płatki korony i działki kielicha pochylają się ku sobie. Żółtego koloru warżka jest głęboko rozcięta. Zalążnia prawie kulista.
Część podziemnaKłącze poziome i pełzające, grube i twarde z licznymi korzeniami. Widoczne liczne blizny po wcześniejszych łodygach.

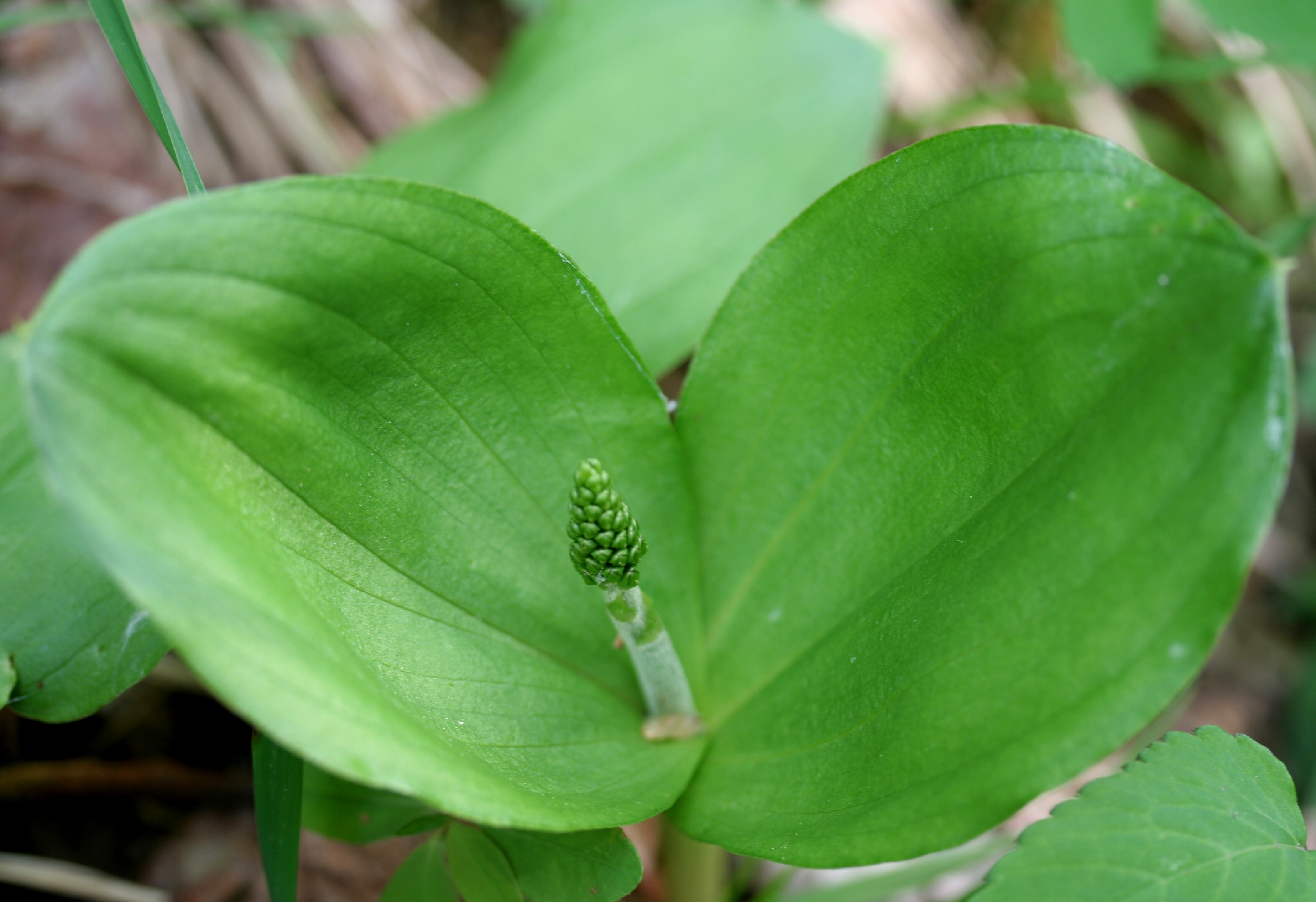
Liście
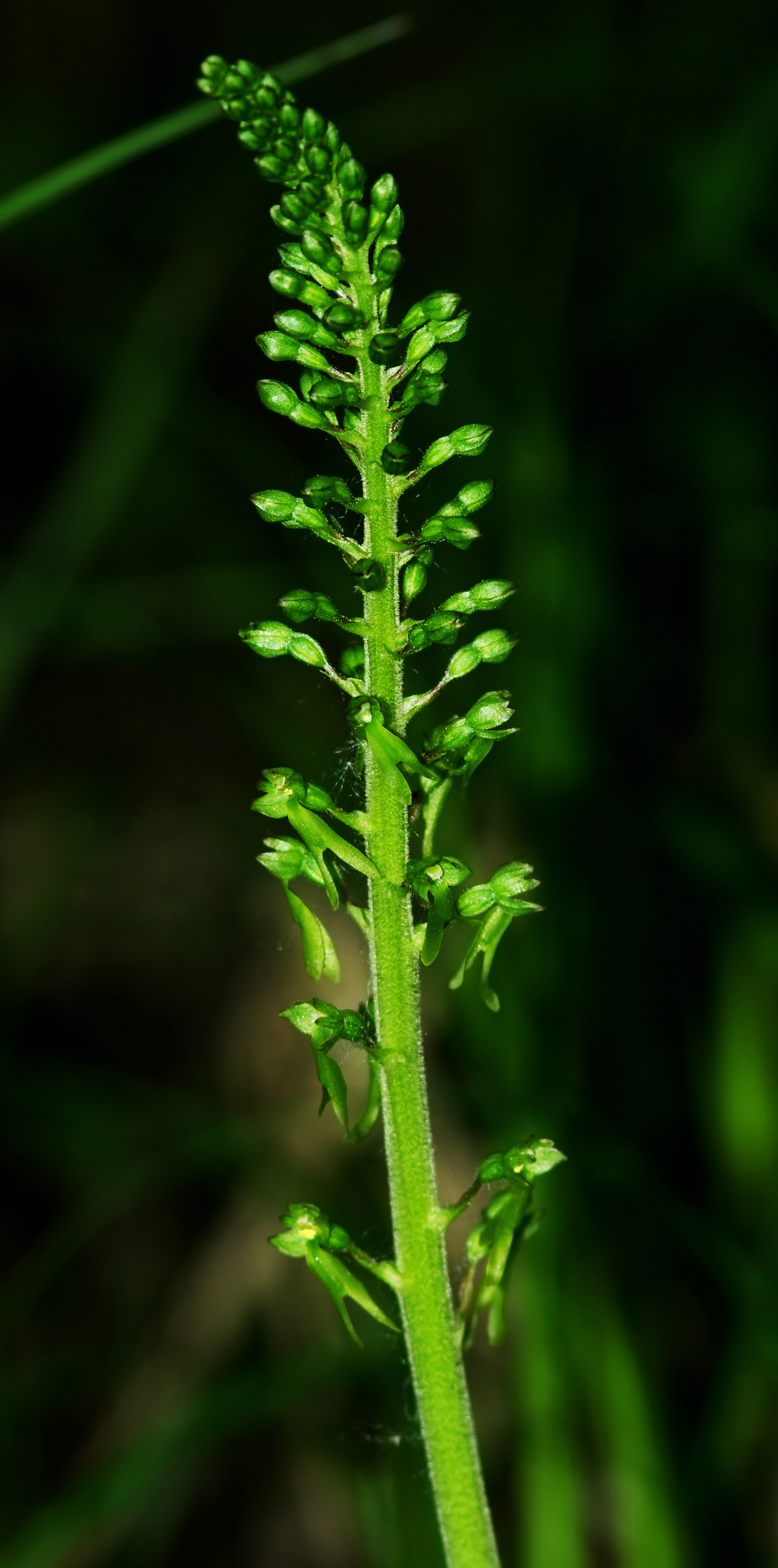
Kłos z kwiatami
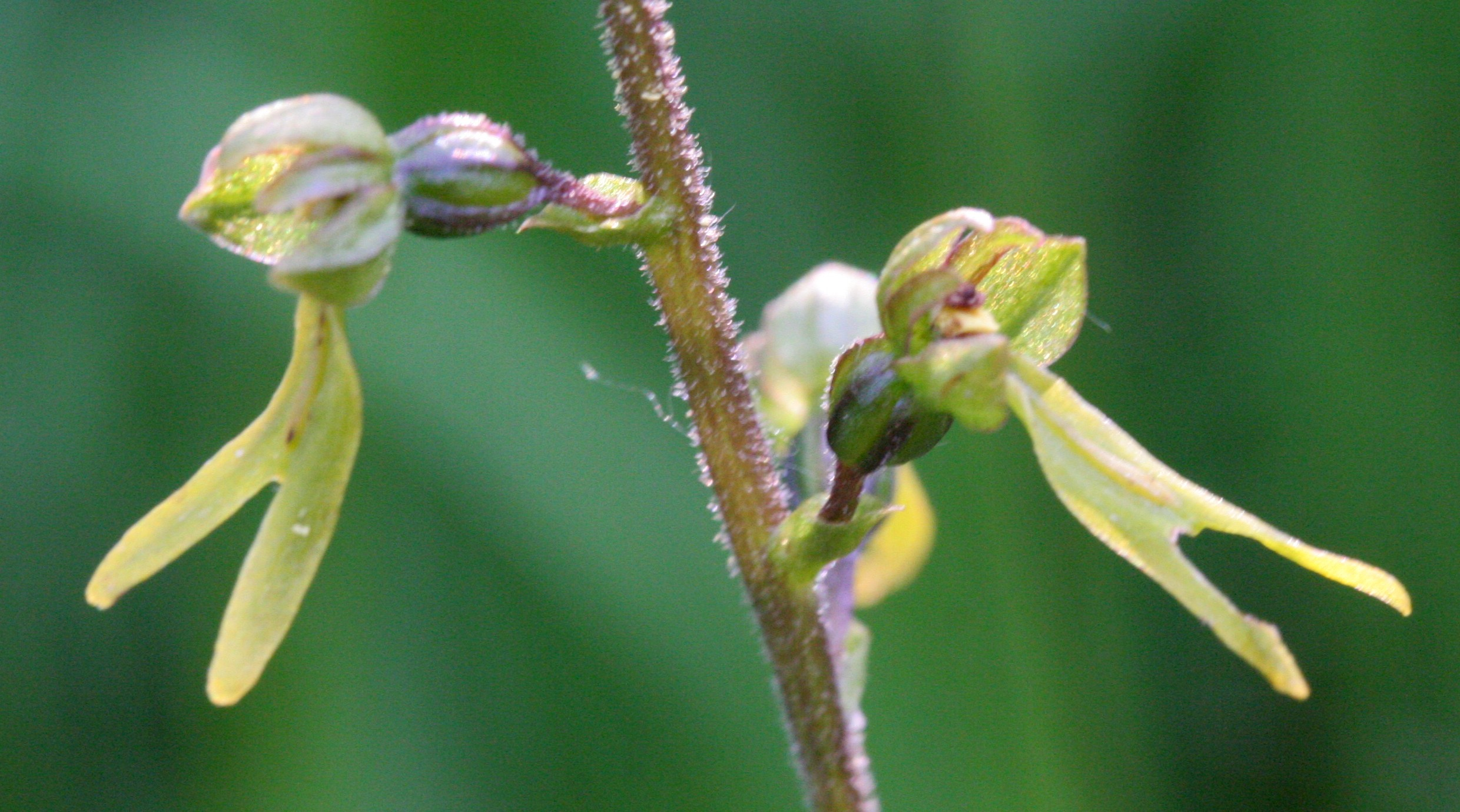
Kwiaty

## Biologia i ekologia
RozwójBylina, geofit. Kwitnie od maja do lipca. Kwiaty nie posiadają ostrogi, jednak wydzielają nektar w podłużnej rynience na warżce. Zapylane są przez błonkówki i chrząszcze. Naziemna część rośliny pojawia się wczesną wiosną, zamiera w sierpniu.
SiedliskoRośnie zwłaszcza w ciepłolubnych zbiorowiskach leśnych, ale także w wilgotnych zaroślach i lasach na glebach umiarkowanie żyznych, wilgotnych o odczynie obojętnym lub lekko zasadowym. W górach występuje aż po piętro kosówki. Roślina rozpowszechniona z powodu swoich dużych zdolności przystosowawczych.
GenetykaLiczba chromosomów 2n= 32, 34, 35, 36, 37, 38, 40, 42. Krzyżowanie roślin z rodzaju Listera, było badane i opisywane przez Karola Darwina.

## Zagrożenia i ochrona
Od 2014 roku roślina jest objęta w Polsce częściową ochroną gatunkową. W latach 1946–2014 znajdowała się pod ochroną ścisłą. Zagrożeniem jest osuszanie i eksploatacja torfowisk oraz gospodarcze użytkowanie lasu powodujące niszczenie runa. W prawie każdym parku narodowym znajdują się jej stanowiska, rośnie także w rezerwatach, np. Zadni Gaj czy Świnia Góra.

## Obecność w kulturze i sztuce
Okaz listery w postaci rozwiniętej i kwitnącej rośliny występuje w tle malarskim jednej ze scen ("Spotkanie Chrystusa z Magdaleną") w ołtarzu Wita Stwosza w Kościele Mariackim w Krakowie.